# Vânat (carne)

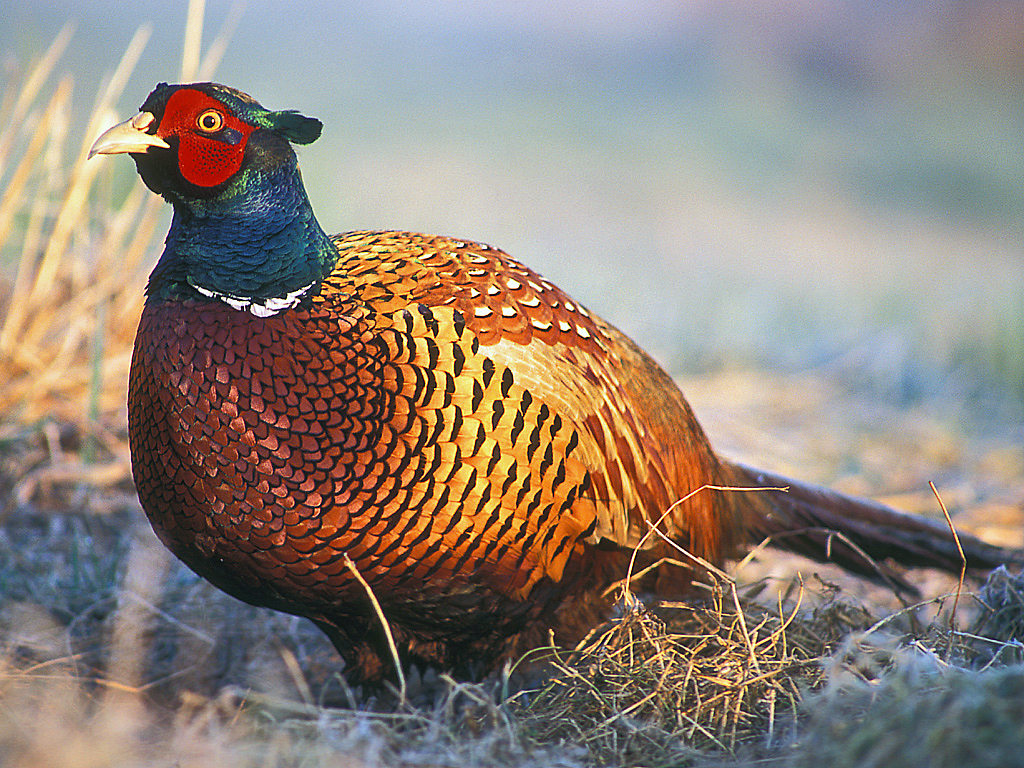
Fazanul comun, un animal vânat pentru consumul uman.

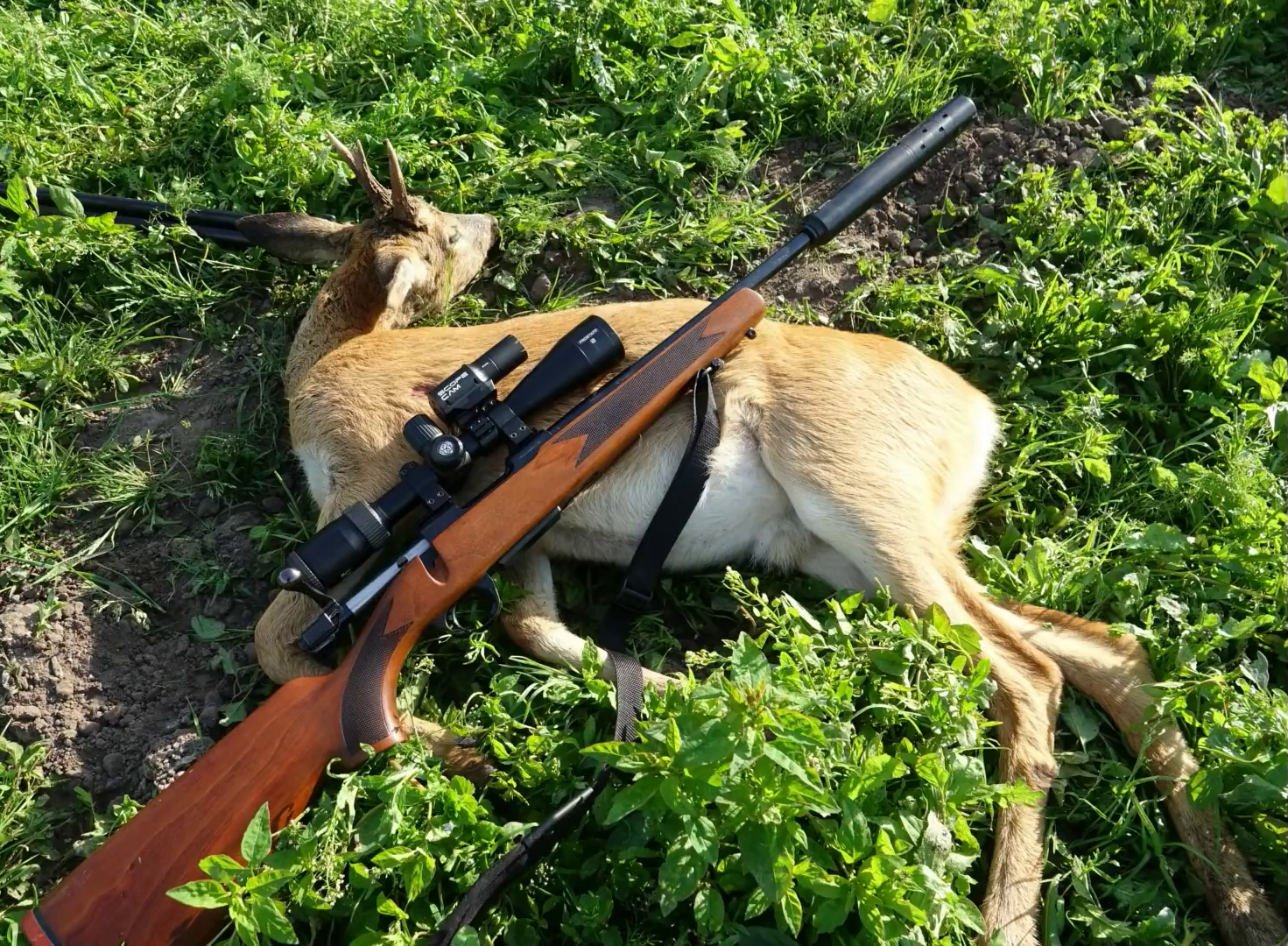
Căprioarele sunt considerate un vânat obișnuit în Europa și America de Nord.

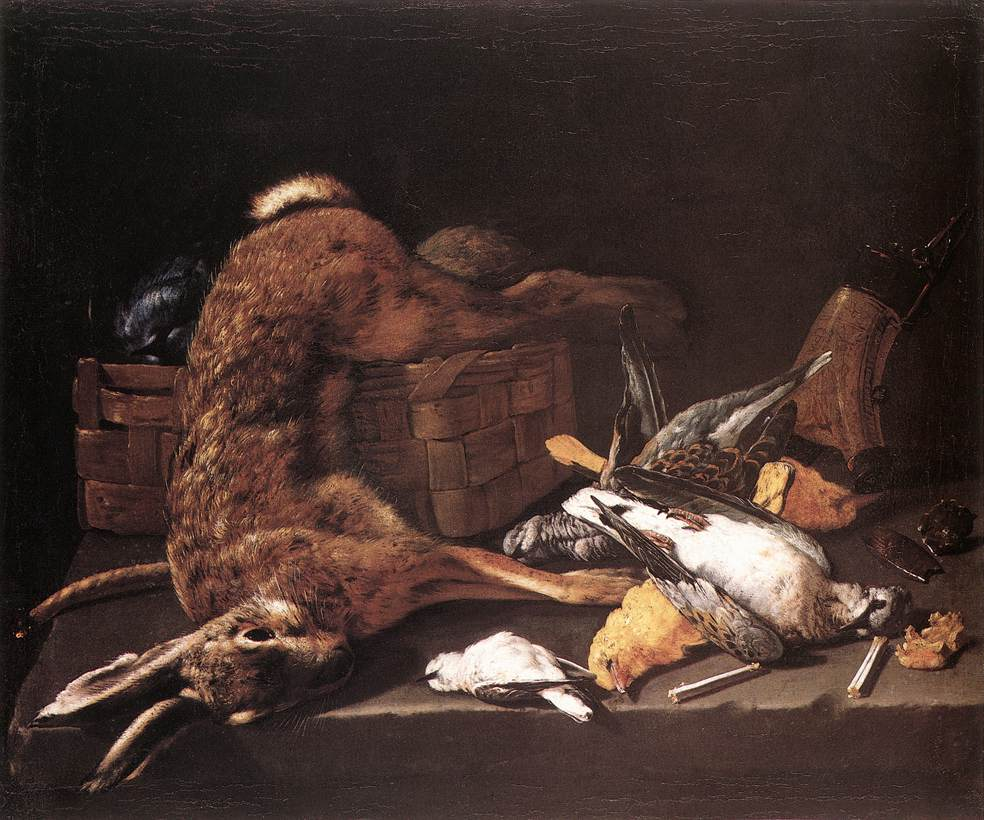
Natură moartă și vânat, de Giuseppe Recco, secolul XVII.

Vânatul este oricare tip de animal sălbatic ucis sau prins pentru consum, sau care nu este domesticit în mod obișnuit. Aceste animale pot fi uneori vânate și pentru sport. 
Tipul și varietatea animalelor vânate pentru consum variază în diferite părți ale lumii. Acest lucru se datorează diferențelor de climă, biodiversitate, gusturi locale și viziunii acceptate la nivel local asupra căreia animal poate și nu poate fi vânat în mod legitim. Uneori se face distincție și între diferite soiuri și specii ale unui anumit animal, cum ar fi curcanul sălbatic sau cel domestic.
Vânătoarea de animale sălbatice, în majoritatea țărilor, este considerată o „proprietate” a statului, în folosul și beneficiul societății, astfel încât singura modalitate prin care o persoană poate obține „dreptul” de a vâna și ucide animale sălbatice este printr-o licență acordată de stat.
Legile fiecărei țări stabilesc ce animale sălbatice se pot ucide sau nu, iar activitatea de vânătoare a acestor animale, în afara unor zone și / sau perioade specificate și fără o licență adecvată, este în general considerată o infracțiune.

## Clasificarea vânatului
Nu există un „tabel standardizat” universal pentru clasificarea vânatului în funcție de mărimea animalului și, în acest sens, legislația variază între țări.
Cea mai apropiată clasificare de acest tip este „ratingul CXP” („Controlled eXpansion Performance”), care este urmat de mulți vânători pentru a alege muniția potrivită pentru fiecare tip de vânat. Această clasificare a fost lansată de compania Winchester și distribuie animalele în funcție de greutate și potențialul de agresivitate.
Cu excepția subcategoriilor, principalele diviziuni ale „clasificării CXP” în funcție de greutatea animalelor sunt:
- CXP1 animale de până la 50 lb (23 kg) sau de mărime mică
- CXP2 între 51 lb (23 kg) și 300 lb (140 kg) sau de mărime medie
- CXP3 între 301 lb (140 kg) și 1.000 lb (450 kg) sau de mărime mare („cu piele subțire”)
- CXP4 între 1.001 lb (450 kg) și 2.000 lb (910 kg) sau de mărime mare („cu piele groasă”)

### Simplificări
Există, de asemenea, vederi mai simplificate, care conțin doar criteriile de:
- Vânat de mărime mică, pâna la 80 lb (36 kg)
- Vânat de mărime mare, de la 80 lb (36 kg)

## Preparare și conservare
Odată ce animalul a fost vânat, carnea trebuie pregătită. Metoda specifică variază în funcție de specie și mărime. Vânatul mic, cum ar fi păsările, pot fi pur și simplu aduse acasă pentru a fi tăiate. Vânatul mare este de obicei preparat pe câmp, fiind eviscerat rapid, în timp ce animalele foarte mari, cum ar fi elanul, pot fi parțial măcelărite la fața locului din cauza dificultății de a le căra întregi. În sezonul de vânătoare, se poate întâmpla că carnea de vânat să fie procesată și distribuită comercial, chiar și în supermarketuri.
Unii cred că carnea are un gust mai bun și este mai fragedă dacă este agățată și lăsată să se învechiască cu câteva zile înainte de pregătire, dar acest lucru crește riscul de contaminare. Vânatul mic poate fi pregătit practic întreg. Vânatul mare ar trebui pregătit folosind tehnici practicate în mod obișnuit de măcelarii profesioniști.
Conservarea vânatului depinde de momentul în care se va consuma și de modul în care se pregătește pentru conservare. Păsările se pot pune în congelator fie deja jumulite și jupuite, fie direct cu pene.
Cu siguranță, comparativ cu înghețarea cu pene, jumulirea și jupuirea scurtează timpul de conservare. Acest lucru se datorează faptului că, fără protecția pielii și a penelor, puțina grăsime prezentă în subcutanat se va putrezi mai repede.
În general, este preferabil ca vânatul să fie consumat maxim în primele 2/3 luni după sezonul de vânătoare. Este important ca vânatul să fie conservat în pachete mici, unice (pentru ciocârlii și sturzii, de exemplu, nu mai mult de 3 împreună), deoarece cel mai important lucru este ca inima produsului, centrul, să înghețe în cel mai scurt timp posibil, pentru a îmbunătăți procesul și prelungi durata de conservare.

## Galerie

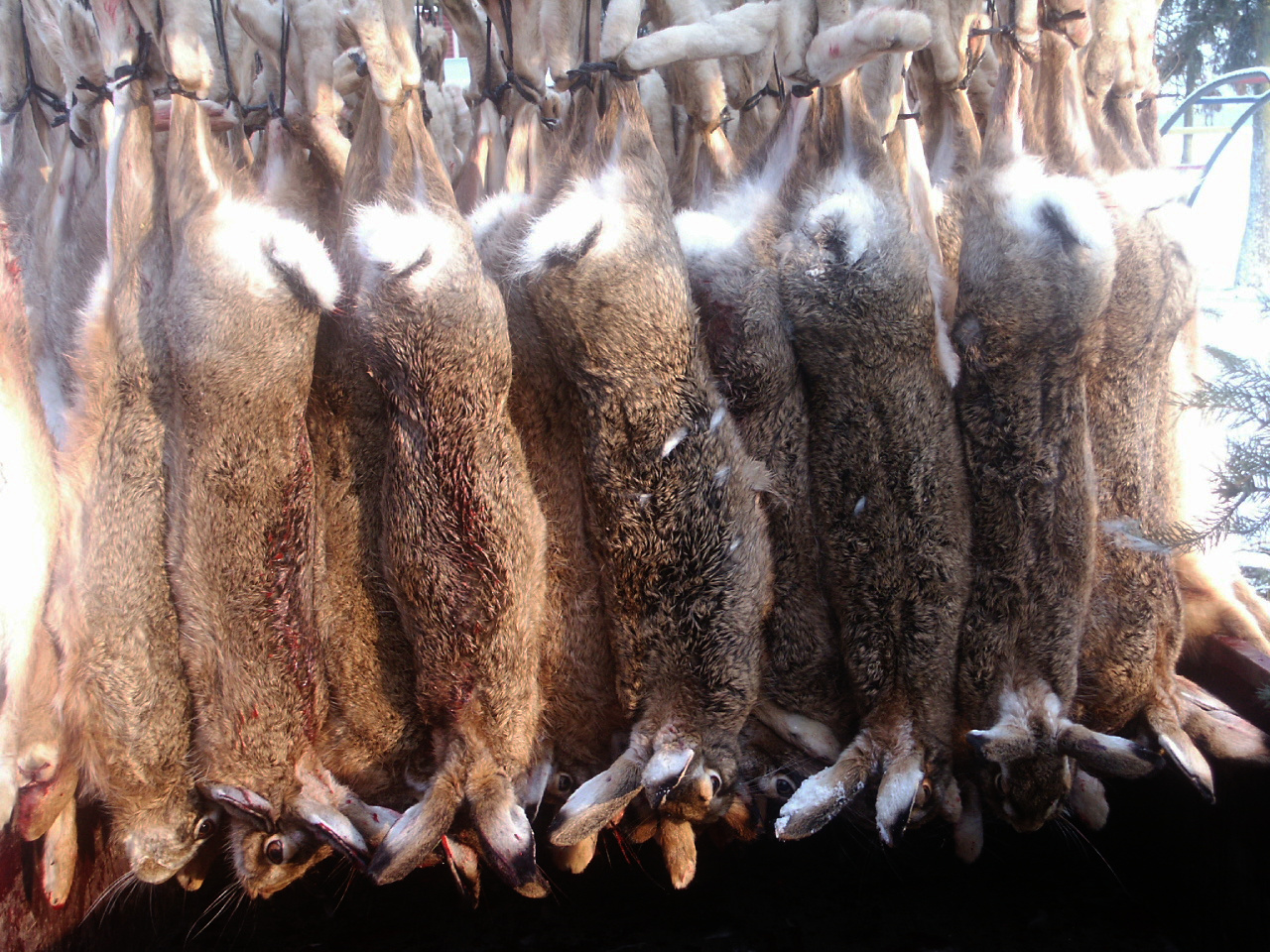
Iepuri de câmp vânați.
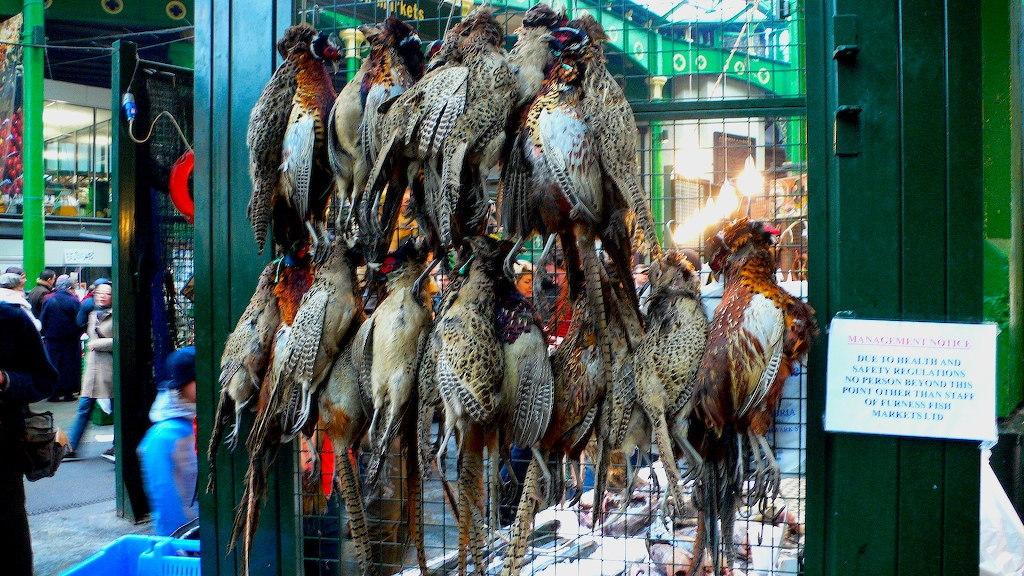
Nișe păsări vânate expuse la Piața Borough din Londra.
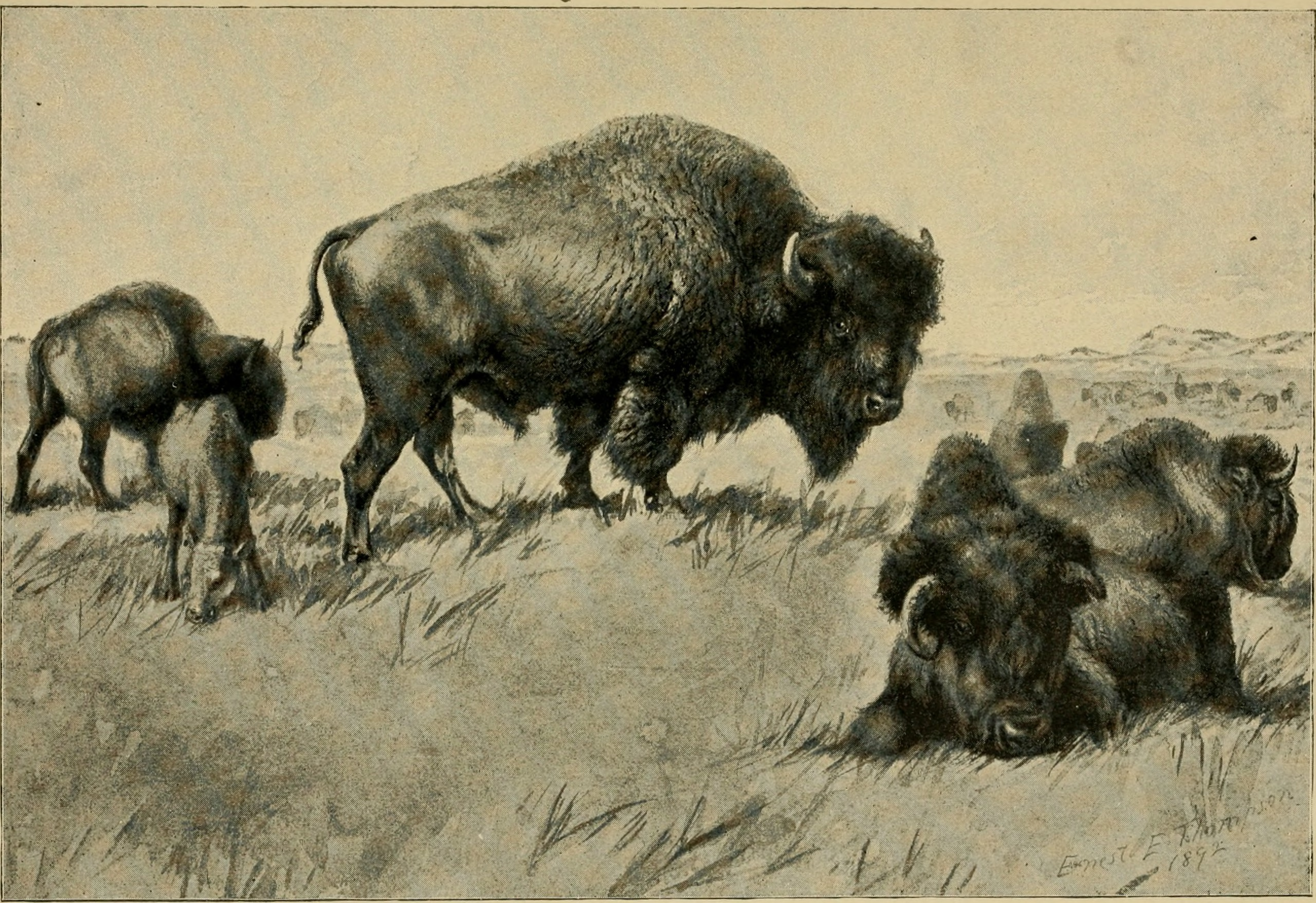
Bizonul american, un exemplu de vânat mare.
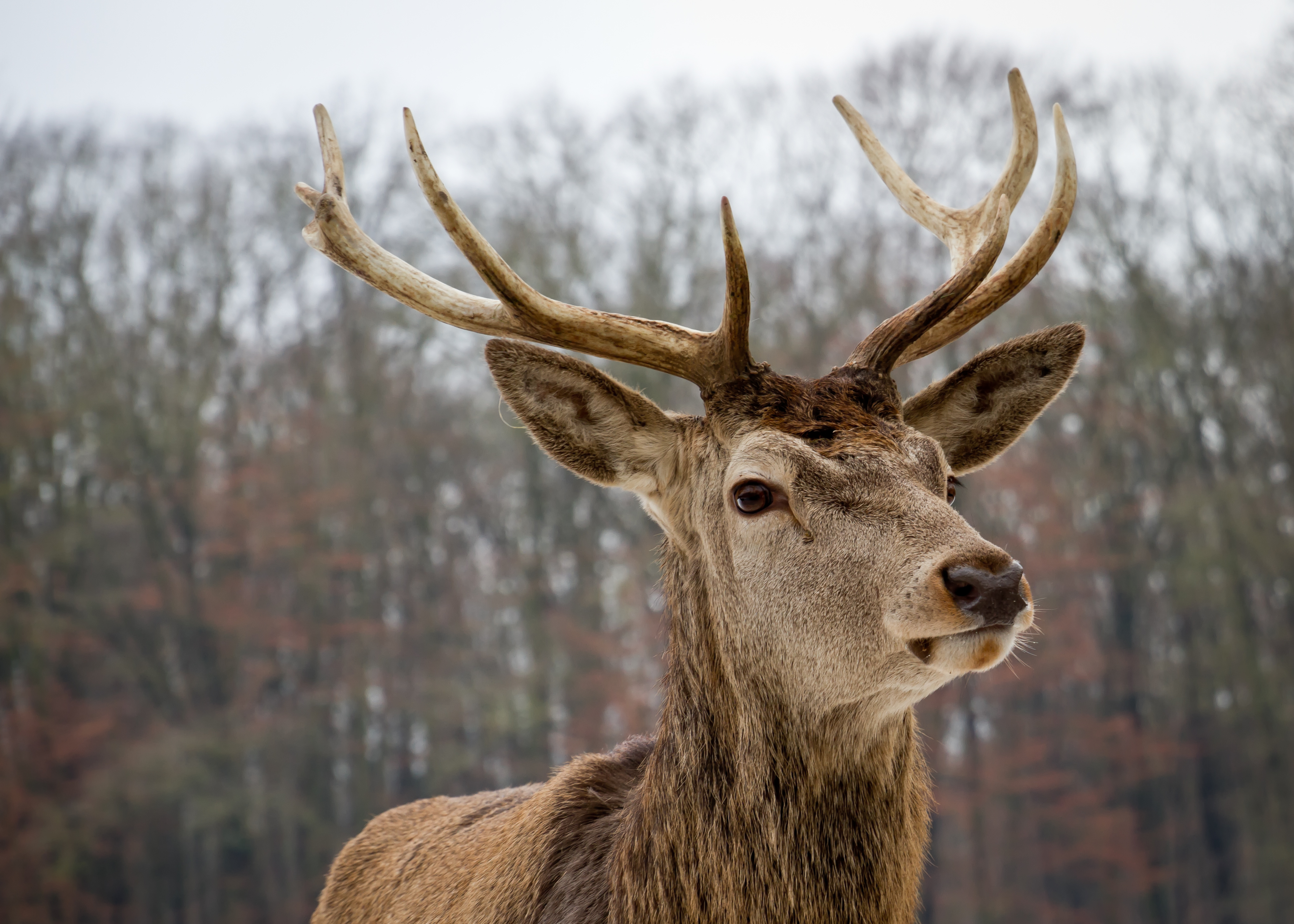
Un cerb comun.